# Liste du patrimoine immobilier classé de Péruwelz
Cette page regroupe l'ensemble du patrimoine immobilier classé de la ville belge de Péruwelz.
| Objet | Année de construction / Architecte | Adresse                | Section communale | Coordonnées                      | Numéro d’inventaire | Illustration                                                                                     |
| --- | ---------------------------------- | ---------------------- | ----------------- | -------------------------------- | ------------------- | ------------------------------------------------------------------------------------------------ |
| Maison (façade principale et toiture avant), Grand-Place, n°4                                                      |                                    | Grand-Place n°4        |                   | 50° 30′ 36″ nord, 3° 35′ 40″ est | 57064-CLT-0002-01   | Image manquanteTéléverser                                                                        |
| Ruines du château et parc communal E. Simon                                                                        |                                    |                        |                   | 50° 30′ 30″ nord, 3° 35′ 28″ est | 57064-CLT-0003-01   | Ruines du château et parc communal E. Simon                                                      |
| Tour et porche de l'église Saint-Quentin                                                                           |                                    |                        |                   | 50° 30′ 27″ nord, 3° 35′ 22″ est | 57064-CLT-0004-01   | Tour et porche de l'église Saint-Quentin                                                         |
| Presbytère de la paroisse Saint-Quentin (façades et toitures)                                                      |                                    | Rue de Sondeville, n°2 |                   | 50° 30′ 26″ nord, 3° 35′ 22″ est | 57064-CLT-0005-01   | Presbytère de la paroisse Saint-Quentin (façades et toitures)                                    |
| Ensemble formé par la tour et le porche de l'église Saint-Quentin, le presbytère et leurs abords                   |                                    |                        |                   | 50° 30′ 25″ nord, 3° 35′ 22″ est | 57064-CLT-0006-01   | Ensemble formé par la tour et le porche de l'église Saint-Quentin, le presbytère et leurs abords |
| Drève de la Verte Chasse                                                                                           |                                    |                        |                   | 50° 30′ 24″ nord, 3° 35′ 34″ est | 57064-CLT-0007-01   | Drève de la Verte Chasse                                                                         |
| L'église Saint-Géry                                                                                                |                                    |                        |                   | 50° 31′ 45″ nord, 3° 35′ 14″ est | 57064-CLT-0010-01   | L'église Saint-Géry                                                                              |
| Kiosque à musique, Parc communal                                                                                   |                                    |                        |                   | 50° 30′ 31″ nord, 3° 35′ 35″ est | 57064-CLT-0011-01   | Kiosque à musique, Parc communal                                                                 |
| Maison, dénommée Maison Pavot (M) et ensemble formé par cet édifice et ses abords (S).                             |                                    | Rue Astrid n°11        |                   | 50° 30′ 41″ nord, 3° 35′ 33″ est | 57064-CLT-0012-01   | Image manquanteTéléverser                                                                        |
| Gare S.N.C.B. |                                    | Rue des Français       |                   | 50° 30′ 49″ nord, 3° 35′ 30″ est | 57064-CLT-0013-01   | Gare S.N.C.B.                                                                                    |
| Parc du château La Roseraie                                                                                        |                                    |                        |                   | 50° 30′ 20″ nord, 3° 35′ 29″ est | 57064-CLT-0014-01   | Image manquanteTéléverser                                                                        |
| Maison Roland (façades et toitures)                                                                                |                                    | Rue Albert Ier n°20    |                   | 50° 30′ 32″ nord, 3° 35′ 29″ est | 57064-CLT-0015-01   | Image manquanteTéléverser                                                                        |
| Maison (façades et toitures), Grand-Place, n°38                                                                    |                                    | Grand-Place n°38       |                   | 50° 30′ 36″ nord, 3° 35′ 32″ est | 57064-CLT-0016-01   | Image manquanteTéléverser                                                                        |
| Ancien lavoir bassin Dubuisson, parc communal                                                                      |                                    |                        |                   | 50° 30′ 30″ nord, 3° 35′ 29″ est | 57064-CLT-0017-01   | Ancien lavoir bassin Dubuisson, parc communal                                                    |
| Maison dite Château Petit (façades et toitures)                                                                    |                                    | Rue Albert Ier, n°56   |                   | 50° 30′ 29″ nord, 3° 35′ 25″ est | 57064-CLT-0018-01   | Image manquanteTéléverser                                                                        |
| Château de Fontenelle : façades, toitures et dépendances (M) et alentours comprenant les douves et le pont d'accès |                                    | Rue du Coron, n°6 (S)  |                   | 50° 32′ 24″ nord, 3° 32′ 38″ est | 57064-CLT-0019-01   | Image manquanteTéléverser                                                                        |
| Basilique Notre-Dame de Bon-Secours, place Jean Absil, n°3 (M)                                                     |                                    | Place Jean Absil n°3   |                   | 50° 29′ 50″ nord, 3° 36′ 26″ est | 57064-CLT-0021-01   | Basilique Notre-Dame de Bon-Secours, place Jean Absil, n°3 (M)                                   |
| Basilique Notre-Dame de Bon-Secours                                                                                |                                    | Place Jean Absil n°3   |                   | 50° 29′ 50″ nord, 3° 36′ 26″ est | 57064-PEX-0001-02   | Basilique Notre-Dame de Bon-Secours                                                              |